# Karlovačko
Karlovačko je známé pivo v Chorvatsku a Bosně a Hercegovině. Jedná se o  typický produkt pivovaru Karlovac  který se nachází v Karlovaci. Čeští turisté znají pivo Karlovačko především díky v Česku stále populárním dovoleným v Chorvatsku.  Tradice výroby piva v pivovaru sahá až do roku 1854. Od 1. dubna 2003 začíná nové období v podnikání pivovaru, který se tehdy jmenoval Karlovačka pivovara. Poté se vlastníkem pivovaru Karlovac stal HEINEKEN, nejmezinárodnější výrobce piva. HEINEKEN Hrvatska má 329 zaměstnanců a vyrábí pivo 7 značek. Pivo Karlovačko si vychutnávají lidé v 10 zemích po celém světě. HEINEKEN Hrvatska má ve svém portfoliu prémiové produkty, které uspokojí chutě dospělých milovníků piva při různých příležitostech. Kromě světlého piva Karlovac do této rodiny patří také: Karlovac 0,0% Maxx, Karlovac Limun Natur Radler, Karlovac Laganini Natur Radler, Karlovac Leđero Natur Radler, Karlovac černý a Karlovac nepasterizované Retro. Nabízejí také mezinárodní značky Heineken, Amstel Premium Pilsener, Edelweiss Snowfresh, Desperados, Affligem, cider číslo 1 na světě - Strongbow a Stari Lisac cider. Do jejich portfolia patří Laško Zlatorog, pivo Laško Special ve třech příchutích a Union Radler s příchutí grapefruitu.
Chorvatský ječmen pro výrobu piva Karlovačko
V červenci 2014 zahájil HEINEKEN Hrvatska iniciativu na využití ječmene pěstovaného v Chorvatsku pro výrobu piva Karlovačko. První pivo Karlovačko vyrobené z chorvatského ječmene se objevilo na trhu v únoru 2015. Tímto projektem chce HEINEKEN Hrvatska zajistit udržitelnou domácí produkci klíčové složky při výrobě piva s cílem přispět k rozvoji a podpoře místní ekonomiky.